# Ezequiel Miralles

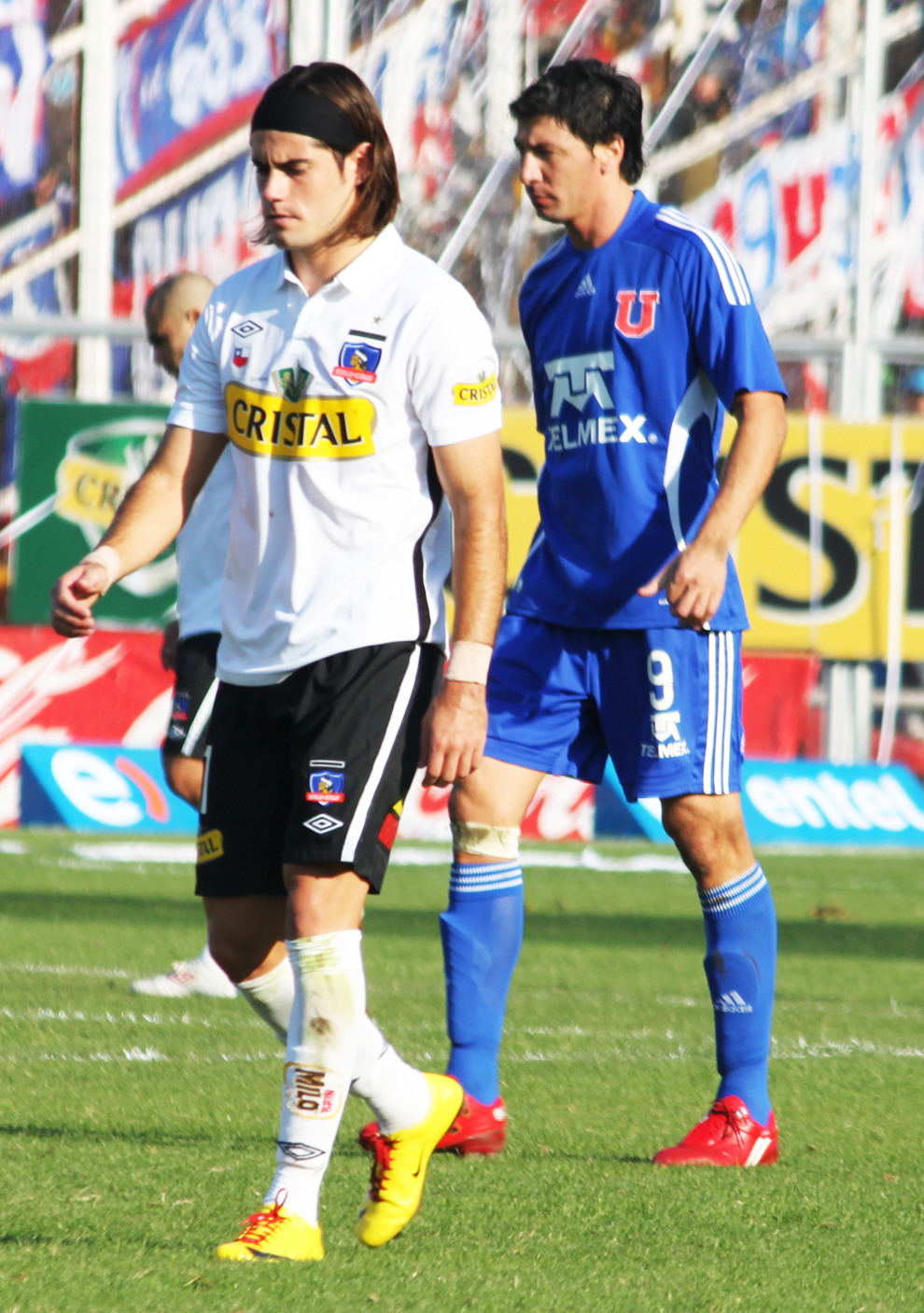
Ezequiel Miralles

Ezequiel Nicolás Miralles Sabugo, mais conhecido como Ezequiel Miralles ou simplesmente Miralles (Bahía Blanca, 21 de Julho de 1983), é um ex-futebolista argentino que atuava como atacante.

## Carreira

### Início
Em 2008, Miralles foi contratado pelo Everton por dois anos e venceu o Campeonato Chileno de 2008 (Apertura).

### Colo Colo
Após o excelente campeonato com Everton na Libertadores é vendido em novembro de 2009 para o Colo Colo para jogar o Campeonato Clausura, tornando-se mais caro na transação do futebol chileno internamente.
Na sua estreia, marcou 2 gols no Rangers. Em 27 setembro de 2009 fez o seu primeiro hat-trick pelo clube do Colo-Colo contra Ñublense. Foi uma das figuras de sua equipe conseguiu o título Clausura, que foi um campeonato sofrido, por críticas de jogadores e seu treinador dos fãs e da imprensa, Miralles foi o melhor marcador da sua equipa com 11 gols, sendo desses 11 muitos gols importantes.
2010 era bastante incomum para a frente, mesmo antes da Copa do Mundo, em junho foi a figura do torneio e um dos artilheiros, mas mais tarde, após a lesão, não pode retornar ao seu ritmo ou espera ou de futebol, perdendo opções e ir para o campeonato brasileiro mexicana.
Em 1 de março de 2011, fez história no Colo-Colo objetivo marcando 300 equipe na Copa Libertadores.

### Grêmio
Depois de boas atuações na Taça Libertadores de 2011 pelo Colo Colo, o atacante foi visado por alguns times brasileiros, dentre eles Santos e Grêmio. Após algumas especulações, houve um acerto entre o jogador e o time porto-alegrense. A transação girou em torno de US$ 2,3 milhões (R$ 4,2 milhões) pagos ao Colo-Colo, que detinha seu passe.
Seu primeiro gol foi contra o América Mineiro, nesse mesmo jogo ele foi expulso. Após uma série de problemas relacionados ao seu comportamento nos treinos e as constantes ausências nas relações de Celso Roth, recebeu uma chance contra o Flamengo, jogo em que marcou seu segundo gol pelo Grêmio, que foi eleito o gol mais bonito da rodada no Campeonato Brasileiro, quarto gol gremista na virada por quatro a dois no reencontro de Ronaldinho Gaúcho com o Olímpico. Este mesmo gol foi eleito o mais bonito do Grêmio na temporada 2011.
Após um ano de incertezas quanto ao seu aproveitamento no Brasileirão 2011 e atritos com o então treinador, Celso Roth, Miralles decidiu, em conjunto com o empresário, familiares e amigos, permanecer no clube gaúcho. A mudança de sua atitude foi motivada ao saber que o novo técnico, Caio Júnior, havia pedido para a direção do Grêmio manter o atleta para a temporada 2012. Durante esse processo, clubes do México, Brasil e Chile sondaram a situação de Miralles para contratá-lo. Após estrear como titular na primeira partida do time em 2012, Miralles retornou novamente para a reserva e acabou não sendo mais utilizado por Caio Júnior, que também alegou falta de empenho do argentino nos treinamentos. Em fevereiro de 2012, o Grêmio anunciou a contratação de Vanderlei Luxemburgo, que chegou ao clube com o proposito de leva-lo a Libertadores e disse que para isso contava com Miralles. Depois de algumas avaliações e conversas com o atual técnico, Miralles recebeu mais uma chance na equipe em partida válida pelo Campeonato Gaúcho, novamente contra o Caxias, jogo no qual marcou mais um golaço, muito parecido com o que havia marcado contra o Flamengo do mesmo Luxemburgo em 2011. Com as lesões dos então titulares Kléber e Marcelo Moreno, Miralles foi sendo testado em varias formações no ataque e chegou a ser titular em algumas partidas da Copa do Brasil, correspondendo muito bem as expectativas com gols e boas atuações. No entanto após o retorno do titulares e mesmo em boa fase, retornou para o banco de reservas, o que acabou selando de vez o seu desgosto com a direção do clube e que o levou a pedir para deixar o elenco após a partida contra o Atlético Mineiro válida pelo Campeonato Brasileiro de 2012, na qual não foi nem relacionado para o banco de reservas.

### Santos
Em 6 de julho de 2012, Miralles foi envolvido em uma troca com o meio-campista Elano. O atacante argentino era um sonho antigo do técnico Muricy Ramalho, que inclusive havia solicitado à diretoria do Santos FC a sua contratação logo após a Libertadores 2011, porém na época a negociação não obteve sucesso e o atacante acabou indo para o Grêmio.
No dia 14 de outubro de 2012, em partida válida pela 30ª rodada do Brasileirão 2012, Miralles marcou dois gols contra o Vasco e em 18 de outubro, voltou a marcar novamente, desta vez contra o Atlético Mineiro, na Vila Belmiro, sendo este o gol mais rápido do Brasileirão 2012, aos 19 segundos do primeiro tempo.
Apesar de reserva de André, Miralles iniciou 2013 ameaçando a posição de seu concorrente: na estreia do Paulistão, contra o São Bernardo FC, deixou sua marca na vitória de 3 a 1, assim como na rodada seguinte, diante do Botafogo de Ribeirão, quando fechou a goleada de 3 a 0 do Peixe. O jogador, dessa maneira, sem deixar a modéstia de lado, afirmou que "aos poucos, a titularidade vai chegar".
Na rodada seguinte, no clássico diante do São Paulo, Miralles acabou escalado como titular e, junto com Neymar, foi o grande nome do jogo, ao marcar dois gols dos 3 a 1 que decretaram a vitória alvinegra.
Miralles disputou 34 partidas, marcando 12 gols pelo Santos.

### Atlante
Com poucas chances no Santos, acertou com o Club de Fútbol Atlante do México em julho de 2013.

### Olimpo
Jogou a temporada 2014 pelo Olimpo, de sua cidade, Bahía Blanca, onde marcou apenas 2 gols em 12 partidas disputadas.

### Everton
Em 1º de julho de 2014, transferiu-se para o Everton, para disputar a segunda divisão chilena daquele ano.

### Huracán
Um ano depois, em 16 de julho de 2015, acertou sua transferência para o Huracán, onde disputou a primeira divisão daquele país e classificou-se para a Copa Libertadores do ano seguinte, por ter sido o melhor qualificado na Sul-Americana daquele ano.

### Liniers
Após uma temporada e apenas 1 gol, acabou acertando com o Club Atlético Liniers em 13 de agosto de 2016.

## Estatísticas
Até 19 de outubro de 2017.

### Clubes
| Clube             | Temporada         | Campeonato nacional | Campeonato nacional | Copa nacional | Copa nacional | Competições internacionais¹ | Competições internacionais¹ | Outras competições² | Outras competições² | Total | Total |
| Clube             | Temporada         | Jogos               | Gols                | Jogos         | Gols          | Jogos                       | Gols                        | Jogos               | Gols                | Jogos | Gols  |
| ----------------- | ----------------- | ------------------- | ------------------- | ------------- | ------------- | --------------------------- | --------------------------- | ------------------- | ------------------- | ----- | ----- |
| Everton           | 2008              | 35                  | 17                  | 0             | 0             | 0                           | 0                           | 0                   | 0                   | 35    | 17    |
| Everton           | 2009              | 17                  | 8                   | 0             | 0             | 6                           | 2                           | 0                   | 0                   | 23    | 10    |
| Everton           | Total             | 52                  | 25                  | 0             | 0             | 6                           | 2                           | 0                   | 0                   | 58    | 27    |
| Colo-Colo         | 2009              | 16                  | 11                  | 0             | 0             | 0                           | 0                           | 0                   | 0                   | 16    | 11    |
| Colo-Colo         | 2010              | 22                  | 14                  | 0             | 0             | 6                           | 3                           | 0                   | 0                   | 28    | 17    |
| Colo-Colo         | 2011              | 13                  | 7                   | 0             | 0             | 6                           | 3                           | 0                   | 0                   | 19    | 10    |
| Colo-Colo         | Total             | 51                  | 32                  | 0             | 0             | 12                          | 6                           | 0                   | 0                   | 63    | 38    |
| Grêmio            | 2011              | 19                  | 2                   | 0             | 0             | 0                           | 0                           | 0                   | 0                   | 19    | 2     |
| Grêmio            | 2012              | 5                   | 1                   | 5             | 2             | 0                           | 0                           | 5                   | 1                   | 15    | 4     |
| Grêmio            | Total             | 24                  | 3                   | 5             | 2             | 0                           | 0                           | 5                   | 1                   | 34    | 6     |
| Santos            | 2012              | 15                  | 7                   | 0             | 0             | 2                           | 0                           | 0                   | 0                   | 17    | 7     |
| Santos            | 2013              | 0                   | 0                   | 0             | 0             | 0                           | 0                           | 7                   | 6                   | 7     | 6     |
| Santos            | Total             | 15                  | 7                   | 0             | 0             | 2                           | 0                           | 7                   | 7                   | 24    | 14    |
| Total na Carreira | Total na Carreira | 142                 | 66                  | 5             | 2             | 20                          | 8                           | 12                  | 8                   | 179   | 82    |

¹Inclui jogos e gols da Copa Libertadores, Copa Sul-Americana e Recopa Sul-Americana.

²Inclui jogos e gols do Campeonato Gaúcho, Campeonato Paulista e jogos amistosos.

## Títulos
Everton
- Campeonato Chileno: 2008 (Apertura)

Colo-Colo
- Campeonato Chileno: 2009 (Clausura)

Santos
- Recopa Sul-Americana: 2012